# Umbrella (Rihanna)

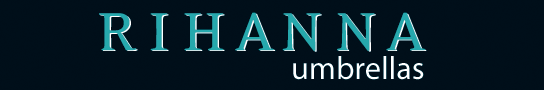
Logo

"Umbrella" is de leadsingle van Rihanna's derde studioalbum Good Girl Gone Bad, geschreven door "The-Dream", Rihanna zelf en rapper Jay-Z.

## Achtergrond
Volgens producent Terius Nash, was het nummer bij vele artiesten aangeboden, voordat het bij Rihanna aankwam. Artiesten als Hilary Duff, Mary J. Blige en Akon wezen dit nummer af.
In vele delen van de Verenigde Staten was de single al twee maanden voor de uiteindelijke fysieke releasedatum op radio uitgebracht. Het nummer had grote airplay te pakken.
Vele grote radiostations spelen een verkorte versie van "Umbrella" af, waar de raps van Jay-Z gedeeltelijk of helemaal weggehaald zijn.
Tijdens de MTV Video Music Awards won Rihanna met "Umbrella" meerdere prijzen.

## Promotie
Rihanna is veel te zien geweest in Engeland. Ze heeft ook vier van haar nieuwe nummers gespeeld tijdens een mini/promotie concert in Preston: "Umbrella", "Shut Up and Drive" en "Breakin' Dishes" en "We ride". Rihanna trad ook op tijdens de MTV Movie Awards 2007. Dit was het eerste live optreden van "Umbrella" in de Verenigde Staten.

## Videoclip
De video werd op 13 april 2007 geschoten en is geregisseerd door Chris Applebaum. De première van de clip was op 26 april op haar homepage. Men kon de clip downloaden, dit was alleen toegankelijk vanuit de Verenigde Staten.
De video begint met Jay-Z die rapt in een regen van lichtvonkjes. Rihanna begint te zingen in een klamme omgeving. Tijdens het eerste refrein kan ze gezien worden, terwijl ze rondloopt en pointe. Later wordt ze gezien in verschillende posities, waarbij haar hele lichaam in zilver is gespoten. Op het einde danst ze met haar paraplu in de vonkenregen waarmee de clip begon.
Er zijn twee versies van de clip. De clip die op MTV in première ging, heeft meer watereffecten tijdens het eerste couplet.

## Tracklist

### Cd-single
1. "Umbrella" (Radio Edit) ft. Jay-Z – 04:20
2. "Umbrella" (Seamus Haji & Paul Emanuel Remix) ft. Jay Z – 04:03

### Promo-cd
1. "Umbrella" (non rap edit) – 03:47
2. "Umbrella" (radio edit) met Jay-Z – 04:15
3. "Umbrella" (instrumentaal) – 04:37
4. "Umbrella" (remix) met Lil' Mama – 03:10

### 12"
1. "Umbrella" (Seamus Haji & Paul Emanuel club remix) – 06:34
2. "Umbrella" (radio edit) met Jay-Z – 04:15
3. "Umbrella" (instrumentaal) – 04:37

### Officiële remixes
1. "Umbrella" (Jody Den Broeder Lush radio edit) – 04:42
2. "Umbrella" (Jody Den Broeder Lush mix) – 09:11
3. "Umbrella" (Jody Den Broeder Destruction radio edit) – 04:26
4. "Umbrella" (Jody Den Broeder Destructive club mix) – 07:56
5. "Umbrella" (Seamus Haji & Paul Emanuel radio edit) – 04:00
6. "Umbrella" (Seamus Haji & Paul Emanuel club remix) – 06:34
7. "Umbrella" (The Lindbergh Palace radio edit) – 03:52
8. "Umbrella" (The Lindbergh Palace remix) – 07:52
9. "Umbrella" (The Lindbergh Palace dub) – 06:46

## Hitlijsten
"Umbrella" leidt in de iTunes Store Singles Chart in 15 landen, op Portugal, België, Italië, Nederland, Spanje, Japan en Frankrijk na. In de Verenigde Staten pakte ze de 1e positie al op de eerste dag. In Engeland bleef het nummer 10 weken lang op nummer 1.

### Nederlandse Top 40
| Hitnotering: 26-05-2007 t/m 29-09-2007 | Hitnotering: 26-05-2007 t/m 29-09-2007 | Hitnotering: 26-05-2007 t/m 29-09-2007 | Hitnotering: 26-05-2007 t/m 29-09-2007 | Hitnotering: 26-05-2007 t/m 29-09-2007 | Hitnotering: 26-05-2007 t/m 29-09-2007 | Hitnotering: 26-05-2007 t/m 29-09-2007 | Hitnotering: 26-05-2007 t/m 29-09-2007 | Hitnotering: 26-05-2007 t/m 29-09-2007 | Hitnotering: 26-05-2007 t/m 29-09-2007 | Hitnotering: 26-05-2007 t/m 29-09-2007 | Hitnotering: 26-05-2007 t/m 29-09-2007 | Hitnotering: 26-05-2007 t/m 29-09-2007 | Hitnotering: 26-05-2007 t/m 29-09-2007 | Hitnotering: 26-05-2007 t/m 29-09-2007 | Hitnotering: 26-05-2007 t/m 29-09-2007 | Hitnotering: 26-05-2007 t/m 29-09-2007 | Hitnotering: 26-05-2007 t/m 29-09-2007 | Hitnotering: 26-05-2007 t/m 29-09-2007 | Hitnotering: 26-05-2007 t/m 29-09-2007 | Hitnotering: 26-05-2007 t/m 29-09-2007 |
| Week:                                  | 1                                      | 2                                      | 3                                      | 4                                      | 5                                      | 6                                      | 7                                      | 8                                      | 9                                      | 10                                     | 11                                     | 12                                     | 13                                     | 14                                     | 15                                     | 16                                     | 17                                     | 18                                     | 19                                     |                                        |
| -------------------------------------- | -------------------------------------- | -------------------------------------- | -------------------------------------- | -------------------------------------- | -------------------------------------- | -------------------------------------- | -------------------------------------- | -------------------------------------- | -------------------------------------- | -------------------------------------- | -------------------------------------- | -------------------------------------- | -------------------------------------- | -------------------------------------- | -------------------------------------- | -------------------------------------- | -------------------------------------- | -------------------------------------- | -------------------------------------- | -------------------------------------- |
| Positie:                               | 24                                     | 2                                      | 2                                      | 2                                      | 2                                      | 2                                      | 2                                      | 3                                      | 3                                      | 3                                      | 4                                      | 6                                      | 7                                      | 10                                     | 15                                     | 24                                     | 29                                     | 32                                     | 37                                     | uit                                    |

### NederlandseSingle Top 100
| Hitnotering: 26-05-2007 t/m 26-01-2008 | Hitnotering: 26-05-2007 t/m 26-01-2008 | Hitnotering: 26-05-2007 t/m 26-01-2008 | Hitnotering: 26-05-2007 t/m 26-01-2008 | Hitnotering: 26-05-2007 t/m 26-01-2008 | Hitnotering: 26-05-2007 t/m 26-01-2008 | Hitnotering: 26-05-2007 t/m 26-01-2008 | Hitnotering: 26-05-2007 t/m 26-01-2008 | Hitnotering: 26-05-2007 t/m 26-01-2008 | Hitnotering: 26-05-2007 t/m 26-01-2008 | Hitnotering: 26-05-2007 t/m 26-01-2008 | Hitnotering: 26-05-2007 t/m 26-01-2008 | Hitnotering: 26-05-2007 t/m 26-01-2008 | Hitnotering: 26-05-2007 t/m 26-01-2008 | Hitnotering: 26-05-2007 t/m 26-01-2008 | Hitnotering: 26-05-2007 t/m 26-01-2008 | Hitnotering: 26-05-2007 t/m 26-01-2008 | Hitnotering: 26-05-2007 t/m 26-01-2008 | Hitnotering: 26-05-2007 t/m 26-01-2008 | Hitnotering: 26-05-2007 t/m 26-01-2008 |
| Week:                                  | 1                                      | 2                                      | 3                                      | 4                                      | 5                                      | 6                                      | 7                                      | 8                                      | 9                                      | 10                                     | 11                                     | 12                                     | 13                                     | 14                                     | 15                                     | 16                                     | 17                                     | 18                                     | 19                                     |
| -------------------------------------- | -------------------------------------- | -------------------------------------- | -------------------------------------- | -------------------------------------- | -------------------------------------- | -------------------------------------- | -------------------------------------- | -------------------------------------- | -------------------------------------- | -------------------------------------- | -------------------------------------- | -------------------------------------- | -------------------------------------- | -------------------------------------- | -------------------------------------- | -------------------------------------- | -------------------------------------- | -------------------------------------- | -------------------------------------- |
| Positie:                               | 8                                      | 4                                      | 5                                      | 4                                      | 2                                      | 2                                      | 3                                      | 4                                      | 4                                      | 5                                      | 7                                      | 9                                      | 9                                      | 17                                     | 15                                     | 22                                     | 22                                     | 19                                     | 29                                     |
| Week:                                  | 20                                     | 21                                     | 22                                     | 23                                     | 24                                     | 25                                     | 26                                     | 27                                     | 28                                     | 29                                     | 30                                     | 31                                     | 32                                     | 33                                     | 34                                     | 35                                     | 36                                     |                                        |                                        |
| Positie:                               | 36                                     | 43                                     | 50                                     | 54                                     | 61                                     | 56                                     | 56                                     | 61                                     | 70                                     | 50                                     | 53                                     | 72                                     | 58                                     | 51                                     | 34                                     | 73                                     | 91                                     | uit                                    |                                        |

### VlaamseUltratop 50
| Hitnotering: (Week 1 t/m 27) 02-06-2007 t/m 01-12-2007 Hitnotering: (Week 28 t/m 30) 15-12-2007 t/m 29-12-2007 Hitnotering: (Week 31 t/m 33) 12-01-2008 t/m 26-01-2008 | Hitnotering: (Week 1 t/m 27) 02-06-2007 t/m 01-12-2007 Hitnotering: (Week 28 t/m 30) 15-12-2007 t/m 29-12-2007 Hitnotering: (Week 31 t/m 33) 12-01-2008 t/m 26-01-2008 | Hitnotering: (Week 1 t/m 27) 02-06-2007 t/m 01-12-2007 Hitnotering: (Week 28 t/m 30) 15-12-2007 t/m 29-12-2007 Hitnotering: (Week 31 t/m 33) 12-01-2008 t/m 26-01-2008 | Hitnotering: (Week 1 t/m 27) 02-06-2007 t/m 01-12-2007 Hitnotering: (Week 28 t/m 30) 15-12-2007 t/m 29-12-2007 Hitnotering: (Week 31 t/m 33) 12-01-2008 t/m 26-01-2008 | Hitnotering: (Week 1 t/m 27) 02-06-2007 t/m 01-12-2007 Hitnotering: (Week 28 t/m 30) 15-12-2007 t/m 29-12-2007 Hitnotering: (Week 31 t/m 33) 12-01-2008 t/m 26-01-2008 | Hitnotering: (Week 1 t/m 27) 02-06-2007 t/m 01-12-2007 Hitnotering: (Week 28 t/m 30) 15-12-2007 t/m 29-12-2007 Hitnotering: (Week 31 t/m 33) 12-01-2008 t/m 26-01-2008 | Hitnotering: (Week 1 t/m 27) 02-06-2007 t/m 01-12-2007 Hitnotering: (Week 28 t/m 30) 15-12-2007 t/m 29-12-2007 Hitnotering: (Week 31 t/m 33) 12-01-2008 t/m 26-01-2008 | Hitnotering: (Week 1 t/m 27) 02-06-2007 t/m 01-12-2007 Hitnotering: (Week 28 t/m 30) 15-12-2007 t/m 29-12-2007 Hitnotering: (Week 31 t/m 33) 12-01-2008 t/m 26-01-2008 | Hitnotering: (Week 1 t/m 27) 02-06-2007 t/m 01-12-2007 Hitnotering: (Week 28 t/m 30) 15-12-2007 t/m 29-12-2007 Hitnotering: (Week 31 t/m 33) 12-01-2008 t/m 26-01-2008 | Hitnotering: (Week 1 t/m 27) 02-06-2007 t/m 01-12-2007 Hitnotering: (Week 28 t/m 30) 15-12-2007 t/m 29-12-2007 Hitnotering: (Week 31 t/m 33) 12-01-2008 t/m 26-01-2008 | Hitnotering: (Week 1 t/m 27) 02-06-2007 t/m 01-12-2007 Hitnotering: (Week 28 t/m 30) 15-12-2007 t/m 29-12-2007 Hitnotering: (Week 31 t/m 33) 12-01-2008 t/m 26-01-2008 | Hitnotering: (Week 1 t/m 27) 02-06-2007 t/m 01-12-2007 Hitnotering: (Week 28 t/m 30) 15-12-2007 t/m 29-12-2007 Hitnotering: (Week 31 t/m 33) 12-01-2008 t/m 26-01-2008 | Hitnotering: (Week 1 t/m 27) 02-06-2007 t/m 01-12-2007 Hitnotering: (Week 28 t/m 30) 15-12-2007 t/m 29-12-2007 Hitnotering: (Week 31 t/m 33) 12-01-2008 t/m 26-01-2008 | Hitnotering: (Week 1 t/m 27) 02-06-2007 t/m 01-12-2007 Hitnotering: (Week 28 t/m 30) 15-12-2007 t/m 29-12-2007 Hitnotering: (Week 31 t/m 33) 12-01-2008 t/m 26-01-2008 | Hitnotering: (Week 1 t/m 27) 02-06-2007 t/m 01-12-2007 Hitnotering: (Week 28 t/m 30) 15-12-2007 t/m 29-12-2007 Hitnotering: (Week 31 t/m 33) 12-01-2008 t/m 26-01-2008 | Hitnotering: (Week 1 t/m 27) 02-06-2007 t/m 01-12-2007 Hitnotering: (Week 28 t/m 30) 15-12-2007 t/m 29-12-2007 Hitnotering: (Week 31 t/m 33) 12-01-2008 t/m 26-01-2008 | Hitnotering: (Week 1 t/m 27) 02-06-2007 t/m 01-12-2007 Hitnotering: (Week 28 t/m 30) 15-12-2007 t/m 29-12-2007 Hitnotering: (Week 31 t/m 33) 12-01-2008 t/m 26-01-2008 | Hitnotering: (Week 1 t/m 27) 02-06-2007 t/m 01-12-2007 Hitnotering: (Week 28 t/m 30) 15-12-2007 t/m 29-12-2007 Hitnotering: (Week 31 t/m 33) 12-01-2008 t/m 26-01-2008 | Hitnotering: (Week 1 t/m 27) 02-06-2007 t/m 01-12-2007 Hitnotering: (Week 28 t/m 30) 15-12-2007 t/m 29-12-2007 Hitnotering: (Week 31 t/m 33) 12-01-2008 t/m 26-01-2008 |
| Week: | 1 | 2 | 3 | 4 | 5 | 6 | 7 | 8 | 9 | 10 | 11 | 12 | 13 | 14 | 15 | 16 | 17 | 18 |
| --- | --- | --- | --- | --- | --- | --- | --- | --- | --- | --- | --- | --- | --- | --- | --- | --- | --- | --- |
| Positie: | 39 | 13 | 4 | 4 | 1 | 1 | 1 | 3 | 3 | 3 | 5 | 5 | 5 | 7 | 6 | 6 | 6 | 6 |
| Week | 19 | 20 | 21 | 22 | 23 | 24 | 25 | 26 | 27 | | 28 | 29 | 30 | | 31 | 32 | 33 | |
| Nummer | 11 | 18 | 23 | 33 | 37 | 40 | 37 | 30 | 35 | uit | 47 | 47 | 50 | uit | 46 | 41 | 50 | uit |

## Versie The Baseballs
De Duitse band The Baseballs heeft het lied in 2009 gecoverd. Deze versie heeft in verschillende hitlijsten hoge posities behaald.

### Hitnoteringen

#### Nederlandse Top 40
| Hitnotering: 27-03-2010 t/m 03-07-2010 | Hitnotering: 27-03-2010 t/m 03-07-2010 | Hitnotering: 27-03-2010 t/m 03-07-2010 | Hitnotering: 27-03-2010 t/m 03-07-2010 | Hitnotering: 27-03-2010 t/m 03-07-2010 | Hitnotering: 27-03-2010 t/m 03-07-2010 | Hitnotering: 27-03-2010 t/m 03-07-2010 | Hitnotering: 27-03-2010 t/m 03-07-2010 | Hitnotering: 27-03-2010 t/m 03-07-2010 | Hitnotering: 27-03-2010 t/m 03-07-2010 | Hitnotering: 27-03-2010 t/m 03-07-2010 | Hitnotering: 27-03-2010 t/m 03-07-2010 | Hitnotering: 27-03-2010 t/m 03-07-2010 | Hitnotering: 27-03-2010 t/m 03-07-2010 | Hitnotering: 27-03-2010 t/m 03-07-2010 | Hitnotering: 27-03-2010 t/m 03-07-2010 | Hitnotering: 27-03-2010 t/m 03-07-2010 |
| Week:                                  | 1                                      | 2                                      | 3                                      | 4                                      | 5                                      | 6                                      | 7                                      | 8                                      | 9                                      | 10                                     | 11                                     | 12                                     | 13                                     | 14                                     | 15                                     |                                        |
| -------------------------------------- | -------------------------------------- | -------------------------------------- | -------------------------------------- | -------------------------------------- | -------------------------------------- | -------------------------------------- | -------------------------------------- | -------------------------------------- | -------------------------------------- | -------------------------------------- | -------------------------------------- | -------------------------------------- | -------------------------------------- | -------------------------------------- | -------------------------------------- | -------------------------------------- |
| Positie:                               | 24                                     | 9                                      | 4                                      | 4                                      | 4                                      | 4                                      | 7                                      | 8                                      | 6                                      | 14                                     | 18                                     | 22                                     | 25                                     | 35                                     | 40                                     | uit                                    |

#### NederlandseSingle Top 100
| Hitnotering: (Week 1 t/m 24) 13-03-2010 t/m 21-08-2010 Hitnotering: (Week 25) 11-12-2010 | Hitnotering: (Week 1 t/m 24) 13-03-2010 t/m 21-08-2010 Hitnotering: (Week 25) 11-12-2010 | Hitnotering: (Week 1 t/m 24) 13-03-2010 t/m 21-08-2010 Hitnotering: (Week 25) 11-12-2010 | Hitnotering: (Week 1 t/m 24) 13-03-2010 t/m 21-08-2010 Hitnotering: (Week 25) 11-12-2010 | Hitnotering: (Week 1 t/m 24) 13-03-2010 t/m 21-08-2010 Hitnotering: (Week 25) 11-12-2010 | Hitnotering: (Week 1 t/m 24) 13-03-2010 t/m 21-08-2010 Hitnotering: (Week 25) 11-12-2010 | Hitnotering: (Week 1 t/m 24) 13-03-2010 t/m 21-08-2010 Hitnotering: (Week 25) 11-12-2010 | Hitnotering: (Week 1 t/m 24) 13-03-2010 t/m 21-08-2010 Hitnotering: (Week 25) 11-12-2010 | Hitnotering: (Week 1 t/m 24) 13-03-2010 t/m 21-08-2010 Hitnotering: (Week 25) 11-12-2010 | Hitnotering: (Week 1 t/m 24) 13-03-2010 t/m 21-08-2010 Hitnotering: (Week 25) 11-12-2010 | Hitnotering: (Week 1 t/m 24) 13-03-2010 t/m 21-08-2010 Hitnotering: (Week 25) 11-12-2010 | Hitnotering: (Week 1 t/m 24) 13-03-2010 t/m 21-08-2010 Hitnotering: (Week 25) 11-12-2010 | Hitnotering: (Week 1 t/m 24) 13-03-2010 t/m 21-08-2010 Hitnotering: (Week 25) 11-12-2010 | Hitnotering: (Week 1 t/m 24) 13-03-2010 t/m 21-08-2010 Hitnotering: (Week 25) 11-12-2010 | Hitnotering: (Week 1 t/m 24) 13-03-2010 t/m 21-08-2010 Hitnotering: (Week 25) 11-12-2010 |
| Week:                                                                                    | 1                                                                                        | 2                                                                                        | 3                                                                                        | 4                                                                                        | 5                                                                                        | 6                                                                                        | 7                                                                                        | 8                                                                                        | 9                                                                                        | 10                                                                                       | 11                                                                                       | 12                                                                                       | 13                                                                                       | 14                                                                                       |
| ---------------------------------------------------------------------------------------- | ---------------------------------------------------------------------------------------- | ---------------------------------------------------------------------------------------- | ---------------------------------------------------------------------------------------- | ---------------------------------------------------------------------------------------- | ---------------------------------------------------------------------------------------- | ---------------------------------------------------------------------------------------- | ---------------------------------------------------------------------------------------- | ---------------------------------------------------------------------------------------- | ---------------------------------------------------------------------------------------- | ---------------------------------------------------------------------------------------- | ---------------------------------------------------------------------------------------- | ---------------------------------------------------------------------------------------- | ---------------------------------------------------------------------------------------- | ---------------------------------------------------------------------------------------- |
| Positie:                                                                                 | 60                                                                                       | 11                                                                                       | 5                                                                                        | 8                                                                                        | 6                                                                                        | 7                                                                                        | 7                                                                                        | 7                                                                                        | 7                                                                                        | 11                                                                                       | 3                                                                                        | 12                                                                                       | 17                                                                                       | 24                                                                                       |
| Week:                                                                                    | 15                                                                                       | 16                                                                                       | 17                                                                                       | 18                                                                                       | 19                                                                                       | 20                                                                                       | 21                                                                                       | 22                                                                                       | 23                                                                                       | 24                                                                                       |                                                                                          | 25                                                                                       |                                                                                          |                                                                                          |
| Positie:                                                                                 | 35                                                                                       | 40                                                                                       | 40                                                                                       | 58                                                                                       | 56                                                                                       | 64                                                                                       | 62                                                                                       | 72                                                                                       | 73                                                                                       | 77                                                                                       | uit                                                                                      | 61                                                                                       | uit                                                                                      |                                                                                          |

#### VlaamseUltratop 50
| Hitnotering: 15-05-2010 t/m 12-06-2010 | Hitnotering: 15-05-2010 t/m 12-06-2010 | Hitnotering: 15-05-2010 t/m 12-06-2010 | Hitnotering: 15-05-2010 t/m 12-06-2010 | Hitnotering: 15-05-2010 t/m 12-06-2010 | Hitnotering: 15-05-2010 t/m 12-06-2010 | Hitnotering: 15-05-2010 t/m 12-06-2010 |
| Week:                                  | 1                                      | 2                                      | 3                                      | 4                                      | 5                                      |                                        |
| -------------------------------------- | -------------------------------------- | -------------------------------------- | -------------------------------------- | -------------------------------------- | -------------------------------------- | -------------------------------------- |
| Positie:                               | 30                                     | 27                                     | 34                                     | 41                                     | 46                                     | uit                                    |

#### NPO Radio 2 Top 2000
| Nummer met noteringen in de NPO Radio 2 Top 2000 | '11 | '12  | '13  | '14  | '15  |
| ------------------------------------------------ | --- | ---- | ---- | ---- | ---- |
| Umbrella (The Baseballs)                         | 748 | 1223 | 1584 | 1664 | 1784 |

1. ↑  Een vetgedrukt getal geeft de hoogste notering aan.
2. ↑  2011 was het eerste jaar met een notering voor dit nummer.
3. ↑  Deze tabel is bijgewerkt tot en met de laatste editie (2024).

## Trivia
- "Umbrella" kan worden gespeeld/gezongen op Singstar Summer Hits.
- De Britse band Manic Street Preachers heeft het lied in 2008 gecoverd. Deze versie verscheen op een cd genaamd NME Awards 2008 en werd gratis bij een editie van het blad NME gevoegd.
- Behalve The Baseballs is het nummer ook gecoverd door Vanilla Sky, All Time Low en Train.
- "Umbrella" kan op gedanst worden op Just Dance 4.